# Phare de Zannone
Le phare de Zannone (en italien : Faro della Isola di Zannone) est un phare actif situé sur l'île de Zannone (Îles Pontines) faisant partie du territoire de la commune de Ponza (Province de Latina), dans la région du Latium en Italie. Il est géré par la Marina Militare.

## Histoire
L'île de Zannone est la plus septentrionale des îles Pontines. Elle est inhabitée et fait partie, depuis 1979, du Parc national du Circé.
Le phare, mis en service en 1884, a été érigé sur le nord de l'île. Il se trouve à environ 25 km au sud du Mont Circé. L'île, accessible en bateau, est visitable le jour mais le camping y est interdit.
Il est entièrement automatisé et alimenté par des panneaux photovoltaïque.

## Description
Le phare  est une tour octogonale en maçonnerie de 13 m de haut, avec galerie et lanterne, s'élevant d'une maison de gardien d'un étage. Le bâtiment est blanc et le dôme de la lanterne est gris métallique. Il émet, à une hauteur focale de 37 m, trois éclats blancs d'une seconde sur une période de 10 secondes. Sa portée est de 11 milles nautiques (environ 20 km) pour le feu principal.
Identifiant : ARLHS : ITA-210 ; EF-2262 - Amirauté : E1577 - NGA : 9216 .

## Caractéristiques dufeu maritime
Fréquence : 10 secondes (W-W-W)
- Lumière : 1 seconde
- Obscurité : 1 seconde
- Lumière : 1 seconde
- Obscurité : 1 seconde
- Lumière : 1 seconde
- Obscurité : 5 secondes

|               |
| Îles Pontines |

### Lien connexe
- Liste des phares de l'Italie